# Filippo Ferrero della Marmora
Filippo Francesco Maria Ferrero della Marmora (Torino, 22 aprile 1719 – Torino, 12 gennaio 1789) è stato un politico e militare italiano, ufficiale veterano della guerra di successione polacca e austriaca. Fu Ambasciatore del Regno di Sardegna a Parigi, dove contrattò il matrimonio di tre figlie del Re Vittorio Amedeo III di Savoia rispettivamente con il conte di Provenza, nipote di Luigi XV, con il conte di Artois, futuro e con il principe Antonio Clemente Teodoro di Sassonia, mentre Clotilde di Francia andò in sposa al principe ereditario di Piemonte. Tra il 1773 e il 1777 ricoprì la carica di Viceré di Sardegna e Capitano generale del Regno di Sardegna. Insignito del Collare dell'Annunziata, fu grande amico di Vittorio Alfieri.

## Biografia
Nacque il 22 aprile 1719, terzogenito di Francesco Celestino Marchese della Marmora e Maddalena Gonteri di Cavaglià. Frequentò insieme al fratello Ignazio, il collegio di Chambéry e poi entrò nella Reale Accademia di Torino iniziando la carriera militare. Nel 1734 divenne cornetta nel reggimento dei Dragoni del Genevese, e nel 1736 fu nominato luogotenente dei Dragoni della Regina dove rimase fino a quando non si ritirò a vita privata.  Combatte nelle guerre di successione polacca e austriaca, distinguendosi nelle battaglie di Camposanto (1743), della Madonna dell'Olmo (1744) e dell’Assietta (1747).
Dopo la fine della guerra di successione austriaca, fu mandato a Parigi al seguito del marchese di San Germano,  rimanendo tre anni nella capitale francese, e compiendo missioni diplomatiche nei Paesi Bassi, nelle Fiandre e in Inghilterra.  Nel 1760 fu nominato ministro all’Aia, nei Paesi Bassi, nel 1763 è inviato straordinario della corte di Torino in Inghilterra, e due anni dopo divenne ambasciatore a Parigi. Ministro di stato nel 1771, grazie alla sua influenza e alle sue entrature, svolse un importante ruolo nella costruzione dell’alleanza matrimoniale tra il Regno di Sardegna e quello di Francia.  Grazie al suo interesse tre figlie del Re Vittorio Amedeo III di Savoia sposarono rispettivamente con il conte di Provenza, nipote di Luigi XV, con il conte di Artois, futuro re e con il principe Antonio Clemente Teodoro di Sassonia, mentre Clotilde di Francia andò in sposa al principe ereditario di Piemonte.
Nel 1773 fu richiamato in Patria, e nominato Viceré e Capitano generale del Regno di Sardegna, ricoprendo questo incarico fino al 1777,  quando ritornò a Torino e fu nominato Gran Mastro della Casa Reale. Durante il suo incarico sull’isola soppresse l'ordine dei gesuiti e rinforzò le milizie destinate a combattere il contrabbando, accuitosi con la siccità e la carestia degli anni 1776-1777. 
Nel 1782 il re di Sardegna, il re di Francia e il cantone di Berna gli affidarono il comando delle compagnie destinate a sedare la rivolta della città di Ginevra,  dove infuriava un conflitto tra diverse fazioni politiche.  Per il successo in questa impresa nel 1783 fu nominato Gran Conservatore della religione dell’Ordine Militare dei Santi Maurizio e Lazzaro.
Appassionato di letteratura e di arte, collezionista di antiquariato  e libri di autori classici e contemporanei che conservava in una grande biblioteca, amico di Vittorio Alfieri  che gli subaffittò la sua casa di Torino, si spense il 12 gennaio 1789.  Sepolto per suo espresso desiderio nella cappella dei Cavalieri dell’Ordine della Santissima Annunziata all’eremo di Torino,  nel corso del 1830 i suoi resti mortali, traslati qualche tempo nella tomba di famiglia a San Lazzaro di Torino, furono inumati a Biella su iniziativa del pronipote Edoardo Ferrero della Marmora e sepolti nella chiesa di San Sebastiano, scelta come mausoleo della famiglia.  Nel 1900 a Palazzo La Marmora venne ritrovata l’antica lapide della tomba del conte Filippo e la pietra fu murata nel portico della corte.

### Annotazioni
1. ↑  La coppia ebbe dieci figli.

### Fonti
1. 1 2 3 4 5 6  Mullatera 1778, p. 186.
2. 1 2 3 4 5 6 7 8 9 10 11 12 13 14 15 16 17 18 19  La Marmora.